# Monster von Florenz
Monster von Florenz (Mostro di Firenze) ist die von den italienischen Medien geprägte Bezeichnung für einen oder mehrere Täter, die für eine Serie von acht Doppelmorden in der Provinz Florenz (heute Metropolitanstadt Florenz) zwischen 1968 und 1985 verantwortlich gemacht werden. 
Als Hauptverdächtiger der Serienmorde galt Pietro Pacciani (* 7. Januar 1925; † 22. Februar 1998 in Mercatale in Val di Pesa). Er wurde für schuldig befunden, jedoch nach einem Berufungsverfahren freigesprochen. Der Oberste Gerichtshof Italiens annullierte den umstrittenen Freispruch und forderte ein erneutes Verfahren, zu dem es jedoch nicht kam, da Pacciani 1998 an einem Herzversagen verstarb. 

## Mordserie
- Am Abend des 21. August 1968 werden die 32-jährige Barbara und ihr 29-jähriger Freund Antonio in der Nähe von Lastra a Signa in ihrem weißen Alfa Romeo Giulietta erschossen. Den kleinen Sohn von Barbara bringt der Doppelmörder zu einem nahe gelegenen Bauernhof, dessen Besitzer den Jungen entdeckt und die Polizei verständigt.
- Am 14. September 1974 findet ein Passant die Körper der 18-jährigen Stefania und des 19-jährigen Pasquale in einem Fiat 127 in der Nähe von Borgo San Lorenzo. Beide sind erschossen worden. Der Körper von Pettini wies außerdem 96 Stichwunden auf, fast ausschließlich im Scham- und Brustbereich.
- Am 6. Juni 1981 findet ein Polizist die Leichen der erschossenen 21-jährigen Carmela und des 30-jährigen Giovanni in einem roten Fiat Ritmo in der Nähe von Scandicci. Carmelas Schambereich wurde verstümmelt.
- Am 23. Oktober 1981 tötet der Mörder die 24-jährige Susanna und ihren 26-jährigen Freund Stefano in ihrem Volkswagen Golf bei Calenzano. Sie wurden durch die Frontscheibe durch mehrere Schüsse getroffen und waren noch am Leben, als der Täter mehrmals auf sie einstach. Susannas Schambereich wurde verstümmelt.
- Am 19. Juni 1982 werden der 22-jährige Paolo und seine 20-jährige Freundin Antonella in ihrem Fiat 147 bei Montespertoli erschossen.
- Am 9. September 1983 erschießt der Täter die beiden Deutschen Horst (24) und Jens-Uwe (24) in ihrem Volkswagen T1 Bus in Galluzzo, einem südlichen Stadtbezirk von Florenz. Vermutlich hielt der Mörder Jens-Uwe wegen seines langen blonden Haares für eine Frau.
- Am 29. Juli 1984 werden die erschossenen und mit Stichwunden versehenen Körper des 21-jährigen Claudio und seiner 18-jährigen Freundin Pia in einem Fiat Panda in der Nähe von Vicchio im Mugello gefunden. Pias Geschlechtsorgane waren verstümmelt.
- Am 8. September 1985 wird bei San Casciano das französische Liebespaar Jean Michel (25) und Nadine (36) erschossen. Nadines Körper war zudem mit einem Messer verstümmelt worden.

Bei den Verbrechen wurde stets dieselbe Tatwaffe verwendet, nämlich eine Beretta Kaliber 22.

## Ermittlung
Anfang der 1990er Jahre geriet der 68-jährige Bauer Pietro Pacciani ins Blickfeld der Ermittler. Er hatte bereits 1951 einen durchreisenden Geschäftsmann niedergestochen und zu Tode getreten, um ihn anschließend zu berauben. Nachdem er 13 Jahre im Gefängnis verbracht hatte, heiratete er und gründete eine Familie. Zwischen 1987 und 1991 wurde er erneut inhaftiert, nachdem er seine Frau geschlagen und seine beiden kleinen Töchter sexuell belästigt hatte. Auch sollte er zu einer geheimen Gruppe gehören, der auch die Männer Mario Vanni, Giovanni Faggi und Giancarlo Lotti angehörten, die angeblich schwarze Messen abgehalten und weibliche Körperteile geopfert hatten. Bei der Durchsuchung seiner Wohnung fand die Polizei neben pornografischen Zeichnungen auch Zeitungsartikel über die Pärchenmorde sowie ein angeblich von Pacciani gemaltes Bild, das die Polizei für „satanistisch“ hielt, und eine passende Patronenhülse. 1992 denunzierten ihn verschiedene anonyme Hinweisgeber.
Pietro Pacciani wurde am 16. Januar 1993 verhaftet und am 1. November 1994 in Florenz zu 14-mal lebenslanger Haft verurteilt. Er ging in Berufung und wurde am 13. Februar 1996 überraschend freigesprochen. Grund des Freispruchs waren vor allem erhebliche Zweifel an der Einzeltätertheorie und zahlreiche ungeklärte Indizien, die auf bisher unbekannte Mit- oder Haupttäter hinwiesen. Der Oberste Gerichtshof annullierte den Freispruch am 12. Dezember und ordnete eine neue Verhandlung an, zu der es jedoch nicht mehr kam, da Pietro Pacciani am 22. Februar 1998 tot in seiner Wohnung aufgefunden wurde. Die Umstände seines Todes blieben ungeklärt. Michele Giuttari, der 1995 die Leitung der Mordkommission von Florenz übernahm und später verschiedene Bücher über die Mordserie veröffentlichte, behauptet bis heute, dass mehrfach wichtige Daten unterschlagen wurden und der Täter die Morde auf Befehl von Auftraggebern ausführte, die bis heute auf freiem Fuß seien. Insbesondere bei der Ermittlung rund um eine mögliche Beteiligung des Arztes Francesco Narducci, der wenige Wochen nach dem letzten Mord tot aus dem Trasimenischen See geborgen worden war, sei er, Giuttari, von Vorgesetzten und der Justiz behindert worden.
2004 wurde zum dritten Mal die Wohnung des Apothekers Calamandrei aus San Casciano durchsucht, der bereits 1988 nach einer Beschuldigung durch seine ehemalige Ehefrau, die eine Beretta im Kühlschrank gesehen haben wollte, in den Verdacht der Ermittler geraten war. 1991 hatte sie ihre Beschuldigungen in einem ausführlichen Schriftsatz wiederholt. Die Ermittlungen waren damals eingestellt worden. Bei der neuerlichen Durchsuchung beschlagnahmte die Polizei Unterlagen und Videokassetten, die der ermittelnde Kommissar für relevantes Beweismaterial hielt. Calamandrei wurde beschuldigt, Auftraggeber der Mordserie zu sein, um an die Leichenteile der ermordeten Frauen für „satanische Messen“ zu kommen. 2007 kam es zu einer ersten Gerichtsverhandlung, 2008 wurde Calamandrei von einem Florentiner Gericht freigesprochen.
Im Zusammenhang mit den Fahndungen kam es zu drei Selbstmorden und sieben weiteren Morden. Mögliche Spuren am Tatort waren durch Fahrlässigkeit der Polizei nicht gesichert oder verdorben worden; Akten verschwanden, die Justiz und die rivalisierenden Polizeiorgane lähmten sich gegenseitig. In der Bevölkerung hält sich beharrlich das Gerücht, dass einflussreiche Hintermänner von Teilen der Justiz geschützt wurden.

## Verfilmung
Der 1986 erschienene italienische Genre-Film Night Ripper – Das Monster von Florenz von Cesare Ferrario bezieht sich auf die Mordserie.